# Rockstar Records
Rockstar Records ist ein deutsches Punk-Rock-Label mit Sitz in Aachen und Karlsruhe. Seit 1998 werden Platten internationaler Künstler vorzugsweise auf Vinyl veröffentlicht. Kriterium für eine Veröffentlichung waren dabei immer der eigene Geschmack der Betreiber. So umfasst der Katalog heute internationale Bands unterschiedlichster Genres wie Punk, Country, Electropunk, Wave, Hardcore Punk, Noise, Post-Punk und Garage Rock.

## Verlegte Werke
- Sekunderna - Tiden är en dröm 12” (RSR082)
- Flop Machine - Machine Beat Rock'n'Roll LP (RSR081)
- Sekunderna – Här Har Du Ditt Liv LP (RSR080)
- The Tacks - s/t LP (RSR079)
- Cuir – Album LP (RSR078)
- Shrinkwrap Killers – Parents + FBI = Cahoots LP (RSR077)
- When There Is None – Fuck Death! LP (RSR075)
- Jenny Don't And The Spurs – Paso del Norte 7" (RSR067)
- Komplikations – No Good News 12" (RSR074)
- Gulag Beach – Potato Mash Bash LP (RSR073)
- The Lost Tapes – Inconvenience LP (RSR072)
- Van Dammes – Risky Business e.p. 7" (RSR071)
- Miscalculations – sharp solution 12" (RSR070)
- Sweatshop Boys – Two Men LP (RSR069)
- Chiller – s/t LP (RSR068)
- P.R.O.B.L.E.M.S. – Doomtown Shakes LP (RSR066)
- The Lost Tapes – s/t LP (RSR065)
- Komplikations – Humans LP (RSR064)
- Nightmen – C'est la vie goodbye 7" (RSR063)
- Ruby – s/t 7" (RSR062)
- Mexican Wolfboys – Kkatization of the Christian West LP (RSR061)
- Pretty Hurts – s/t LP (RSR060)
- Janelle – Fault Lines LP (RSR059)
- No More Art – The Empty Well 7" (RSR058)
- Don't – Fever Dreams LP (RSR057)
- Miscalculations – Kill the Whole Cast LP (RSR056)
- Voight Kampff – Last House on the Right/Little Dyings 7" (RSR055)
- Pretty Hurts – Make Graves 12" (RSR054)
- Miscalculations – A View for Glass Eyes LP (RSR053)
- Spent Flesh – Deviant Burial Customs 7" (RSR052)
- No More Art – Sorrows of Youth LP (RSR051)
- Komplikations – Going Down 12″ (RSR050)
- Scheisse Minnelli – Sorry State of Affairs LP (RSR049)
- Scheisse Minnelli / General Fucking Principle – Best at Its Worst LP (RSR048)
- When There Is None – Warpaint CD/LP (RSR047)
- Trainwreck – Old Departures, New Beginnings CD/LP (RSR046)
- Komplikations – Poverty LP (RSR045)
- For The Day – collector's box (RSR044)
- V/A – rockstar single series Vol.II 7″ (RSR043)
- Quader – s/t LP (RSR042)
- No More Art / Doom Town – split 7″ (RSR041)
- Scheisse Minnelli / Leise Minnelli – split LP (RSR040)
- Komplikations – step forward 12" (RSR039)
- Mexican Wolfboys – for the want of a home LP (RSR038)
- Casanovas Schwule Seite – das rock'n'roll imperium schlägt zurück LP (RSR037)
- Toys That Kill – fambly 42 LP (RSR036)
- Bad Luck Charms – 5ive 12″ (RSR035)
- V/A – rockstar single series Vol.I Do7″ (RSR034)
- Messer – augen 7″ (RSR033)
- Modern Pets – plastic mind 7″ (RSR032)
- Chip Hanna – mucho americana 7″ (RSR031)
- Trainwreck – if there‘s light, it will find you 12″/MCD (RSR030)
- Bad Luck Charms – s/t LP (RSR029)
- Modern Pets – vista alienation 7″ (RSR028)
- Chip Hanna – outlaws 7″ (RSR027)
- Crosstops – the ego that ate the world LP/CD (RSR026)
- DKB – ain’t nuthin’ ta fuck wit 7″ (RSR025)
- Idle Hands – volatile matters 7″ (RSR024)
- The Pricks/The Underground Railroad to Candyland – split 10″ (RSR023)
- Chip Hanna – the old country LP (RSR022)
- The Pricks – maxim s+m CD/LP (RSR021)
- The Ghoulies – reclaim the world CD/LP (RSR020)
- Down and Away – set to blow CD (RSR019)
- For the Day – DAY sofa so good CD/LP (RSR018)
- Sommerset – more songs from last century CD (RSR017)
- Outbreak – information overload CD (RSR016)
- Atrox / Eaves – split DoLP/CD (RSR016)
- Down and Away – make it matter MCD (RSR014)
- The Ghoulies – communication CD/LP (RSR013)
- V/A – Westside Unity Festival V - the video VHS (RSR012)
- DKB – one, two, fuck you Pic10″ (RSR011)
- For the Day – love isn’t brains, children CD/LP (RSR010)
- Sommerset – fast cars, slow guitars CD (RSR009)
- Outbreak – a part of this machinery MCD (RSR008)
- V/A – bullets over borderland CD (RSR007)
- Cleansweep – a fight far beyond your thoughts MCD (RSR006)
- Sugarbombs – tear their world down, build up our own CD (RSR005)
- Down and Away – who’s got the deliverance!? LP/CD (RSR004)
- Sugarbombs vs. Scorefor – split 7″ (RSR003)
- Atrox – s/t 10″ (RSR002)
- Shitman & his cold Warriors – hakle 7″ (RSR001)